# Memot
Memot é um distrito (Srok) localizado na província de Tbong Khmum, no Camboja. A capital do distrito é a cidade de Memot, localizada a cerca de 80 quilômetros a leste da capital da província de Kampong Cham. Memot é um distrito situado na fronteira entre Camboja e Vietnã, sendo que a cidade vietnamita de Tay Ninh está a cerca de 80 km de distância por estrada.
O distrito é facilmente acessível por estradas saindo de Kampong Cham ou Kratié. Embora existam inúmeras pequenas estradas dentro do distrito que atravessam a fronteira para o Vietnã, não há passagem de fronteira internacional oficial dentro do distrito. A travessia oficial mais próxima está a 44 quilômetros ao sul. A cidade de Memot situa-se na Estrada Nacional 7, perto do ponto médio entre Kampong Cham e Kratié.

## Demografia
O distrito está dividido em 14 comunas e 175 aldeias (Phum). De acordo com o Censo de 1998, a população do distrito era de 111 296 habitantes em 21.775 domicílios. O distrito tinha a terceira maior população na província de Tbong Khmum, superado apenas por Ponhea Kraek e Tboung Khmom. Os domicílios possuem, em média, 5,1 pessoas, que é ligeiramente inferior à média rural para o Camboja (5,2 pessoas). A proporção entre os sexos no distrito é de 94,5%, com significativamente mais mulheres do que homens.